# Lenz-Typ C
Die Lenz-Typ C sind meterspurige Dampflokomotiven mit der Achsfolge 1’C1’

## Geschichte
Die Lokomotivfabrik Vulcan lieferte 1927 drei meterspurige Heißdampflokomotiven mit der Achsfolge 1’C1’ an die dänische Amtsbanerne på Als (ABA). Die Bahn war bis 1920 von Lenz & Co. betrieben worden, deren Hauslieferant Vulcan war. Sie erhielten die Betriebsnummern 40 bis 42.
1928 bekamen die Greifenberger Kleinbahn (GbKB) in Pommern zwei ähnliche Lokomotiven, sie trugen die Nummern 22 und 23.
1930 wurden noch einmal zwei Lokomotiven an die Regenwalder (RKB) und die Kolberger Kleinbahn (KKB) geliefert, die ebenfalls, wie die Greifenberger Kleinbahn, zur Vereinigung hinterpommerscher Kleinbahnen gehörten. Sie trugen die Nummer 5 (RKB) und 30 (KKB). Da 1928 Vulcan die Lokproduktion an Borsig abgegeben hatte, wurden diese beiden Lokomotiven in Berlin gebaut. Die pommerschen Lokomotiven trugen in Anlehnung an die Lenz-Typen ein großes „C“ hinter der Loknummer, was dazu führte, sie als Lenz-Typ C zu bezeichnen, die Alsener Maschinen bekamen diese Bezeichnung nicht. Eigentlich war das C bei Lenz für dreiachsige normalspurige Lokomotiven vorgesehen.

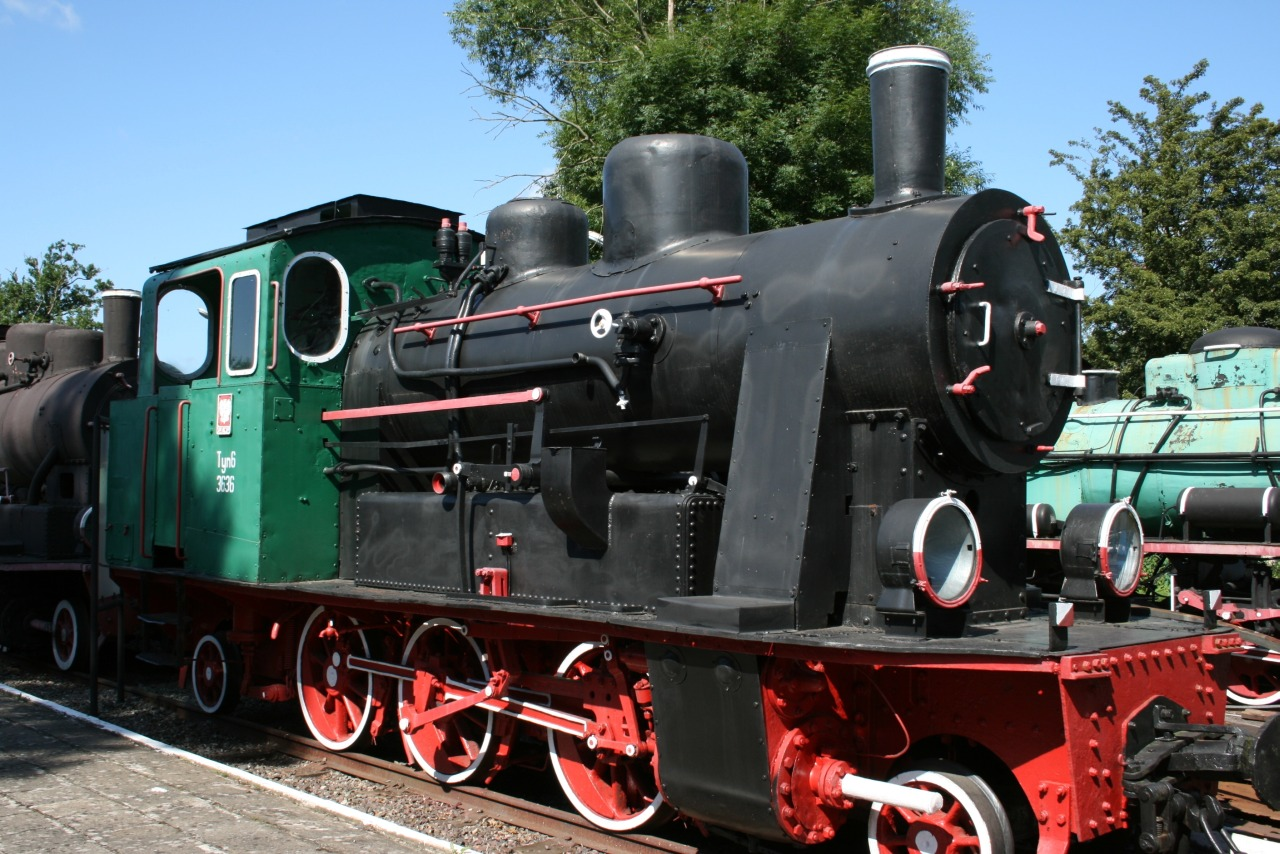
Tyn6-3636 (Alsen 42) im Schmalspurbahnmuseum Gryfice

1933 stellte die Alsener Kreisbahn den Meterspurbetrieb ein, die drei Loks wurden nach Pommern verkauft, eine ging an die Kolberger Kleinbahn (40, in Kolberg 31) und zwei an die Greifenberger Kleinbahnen (41 und 42, sie behielten ihre Nummer).
Alle sieben Loks wurden 1940 in den Nummernplan der Pommerschen Landesbahnen aufgenommen und als 146–152 nummeriert.
Bis auf die Lok 30 der KKB wurden 1945 alle Loks von den PKP übernommen und mit den Nummern Twn1-3631 bis 3636 versehen, später wurden sie  als Tyn6-3631 bis 3636 eingeordnet.
Tyn6-3631 und 3632 (Lok 5 RKB und 22 GbKB) kamen zu den Warschauer Zufuhrbahnen.
Alle Loks wurden bis 1977 ausgemustert.

## Konstruktive Merkmale
Alle Lokomotiven hatten die Achsfolge 1’C1’, die Laufachsen waren als Bisselgestell ausgeführt.
Der Rahmen war ein Blechrahmen. Unterschiede gab es im Fahrwerk. Die Kuppelachsen hatten bei den Alsener Loks zwischen erster und zweiter Achse einen größeren Abstand als zwischen zweiter und dritter, bei den pommerschen Loks hatten alle Kuppelachsen den gleichen Achsstand. Die Alsener Loks hatten auch kleinere Laufräder. Die ersten drei Lokomotiven (Alsen) waren auf der zweiten Achse angetrieben, die folgenden auf der dritten Achse. Die Loks hatten eine Heusinger-Steuerung und Kolbenschieber.
Auf dem Kessel hatten alle Loks einen Dampfdom und einen Sandkasten, die pommerschen Loks hatten zusätzlich noch einen Speisedom vor dem Dampfdom. Alle Loks hatten ein Ramsbottom-Sicherheitsventil.
Der Wasserkasten war im Rahmen untergebracht, rechts und links des Kessels waren nur niedrige Behälter mit dem Einfüllstutzen.
Hinter dem Führerhaus war ein Kohlenkasten mit senkrechter Rückwand.
Die Lokomotiven hatten neben der Wurfhebelbremse Saugluftbremsen, später wurden die Saugluftbremsen durch Druckluftbremsen ersetzt. Lok KKB 31 bekam daneben eine Druckluftbremse für den Zug, auffällig war der Druckluftbehälter vor der Rauchkammer.
Das Ausströmrohr war bei den Alsener Loks seitlich der Rauchkammer mit einer schrägen Verkleidung versehen, bei den pommerschen Loks mit einer senkrechten.
Die geschlossenen Führerhäuser hatten bei den Alsener Loks eine große Aussparung über der Führerstandstür, die pommerschen eine kleinere nur in Türbreite, dafür gab es ein größeres Seitenfenster.

## Verbleib

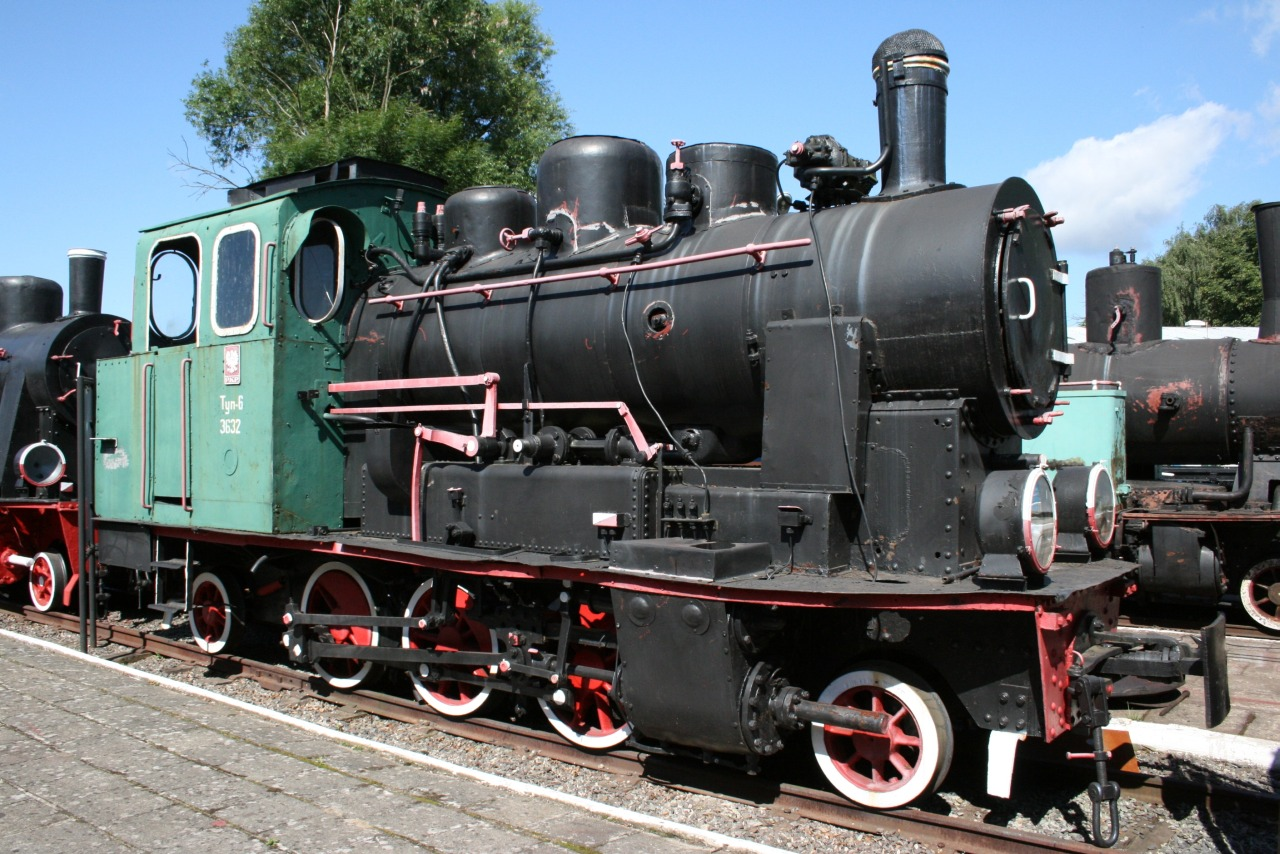
Tyn6-3632 (GbKB 22) im Schmalspurbahnmuseum Gryfice

Zwei Lokomotiven (GbKB 22 und 42) kamen ins Schmalspurbahnmuseum Gryfice, wo sie als Ausstellungsobjekt hergerichtet sind.
Die ehemalige Regenwalder Lok wurde 1977 nach Belgien gebracht, 1984 übernahm die IHS diese Lok. Sie  setzte sie nach Aufarbeitung seit 1990 auf ihrer Strecke ein.
2008 wurde sie wegen schadhaften Kessels abgestellt. 2010 wurde ein neuer Kessel gefertigt. Eine Aufarbeitung ist weiterhin geplant, die Fertigstellung lässt sich aber nicht terminieren.